# La Marine en folie
Pour plus de détails, voir Fiche technique et Distribution.
La Marine en folie (The Private Navy of Sgt. O'Farrell) est un film américain réalisé par Frank Tashlin et sorti en 1968.

## Synopsis
Durant la Seconde Guerre mondiale, branle-bas à bord d’un cargo américain torpillé par les Japonais, heureusement les troupes de la Navy ne manquent pas de ressources…

## Fiche technique
- Titre : La Marine en folie
- Titre d’origine : The Private Navy of Sgt. O'Farrell
- Réalisation : Frank Tashlin
- Scénario : Robert M. Fresco, John L. Greene et  Frank Tashlin
- Musique : Harry Sukman
- Directeur de la photo : Alan Stensvold
- Ingénieur du son : Harold Lewis
- Décorateur : Robert Kinoshita
- Costumier : Oscar Rodriguez
- Maquilleur : Mike Moschella
- Coiffeuse : Jane Chabra
- Assistant-réalisateur : Kurt Neumann|
- Scripte : Kay Thackery
- Monteuse : Eda Warren
- Pays d’origine :  États-Unis
- Producteur : John Beck
- Producteur associé : Bill Lawrence
- Société de production : John Beck-Naho Productions (États-Unis)
- Format : Couleur par Technicolor — 1.85:1 — Son monophonique — 35 mm
- Genre :  Comédie et guerre
- Durée : 92 minutes
- Date de sortie : 8 mai 1968 aux  États-Unis

## Distribution
- Bob Hope : le sergent Dan O'Farrell
- Phyllis Diller : l’infirmière Nellie Krause
- Jeffrey Hunter : le lieutenant Lyman P. Jones
- John Myhers : le lieutenant-chef Roger N. Snavely
- Mako : Calvin Coolidge Ishimura
- Henry Wilcoxon : Arthur L. Stokes
- Dick Sargent : le capitaine Elwood Prohaska
- Christopher Dark : George Strongbow
- Michael Burns : Johnny Bannon
- William Wellman Jr. : Kennedy
- Robert Donner : le marine Ogg
- Jack Grinnage : Roberts
- William Christopher : Jack Schultz
- Mylène Demongeot : Gaby
- Gina Lollobrigida : Maria